# 27 šatů
27 šatů (anglicky) je americká romantická komedie z roku 2008 režírovaná Anne Fletcherovou.

## Děj
Jane Nicholsová se jako družička zúčastnila 27 svateb. Jednoho dne, když je družičkou na dvou svatbách téměř současně, se seznámí s Kevinem Doylem, který pod pseudonymem píše do novin svatební oznámení. Kevin pomůže Jane dostat se večer domů, v taxíku, kterým jeli společně, pak najde Janein diář, který před tím, než ho Jane vrátí, použije jako podklad pro svoji práci.
Janeina sestra Tess se zamiluje do George, Janeina nadřízeného a celkem brzo oznámí, že se budou brát. Jane nepřizná, že je do George už dlouho zamilovaná také.
Kevin dělá rozhovor s Jane a přesvědčí jí, aby se nechala vyfotografovat ve všech 27 šatech, které měla na sobě jako družička. Rozhovor je schválen k otištění, ovšem Kevin si uvědomí, že Jane je ve skutečnosti jiná, než se zdá a požádá šéfa o nějaký čas na úpravu rozhovoru. Poté pozve Jane na drink, kde zjistí, že Jane je zamilovaná do George. Jane se opije a v autě se s Kevinem pomilují.
Vydání rozhovoru s Jane o Tess se Tess nelíbí, ale i přesto Tess požádá Jane, aby jí udělala prezentaci na zásnubní párty o tom, jaká je. Jane se rozhodne do prezentace uvést vše, co Tess před Georgem skrývá. Poté, co navíc Pedro poznamená, že Tess Pedra využívala k úklidu Georgeova bytu, Gerorge se s Tess rozchází.
Jane se později Georgovi přizná, že ho milovala, ale uvědomí si, že nyní miluje Kevina. Po roce se Jane a Kevin berou a všech 27 nevěst, kterým byla Jane za družičku, se účastní jejich svatby a mají na sobě šaty, které na jejich svatbách měla Jane

## Obsazení
| Katherine Heiglová                 | Jane Nicholsová                  |
| Malin Åkerman                      | Tess Nicholsová                  |
| Brian Kerwin                       | Hal Nichols                      |
| James Marsden                      | Kevin Doyle                      |
| Edward Burns                       | George                           |
| Judy Greer                         | Casey                            |
| Melora Hardin                      | Maureen                          |
| Robert Clohessy                    | barman v Dive                    |
| Michael Mosley                     | návštěvník baru                  |
| Alexa Havins                       | nevěsta na lodi                  |
| Maulik Pancholy                    | Trent                            |
| David Castro                       | Pedro                            |
| Krysten Ritter                     | Gina                             |
| Jane Pfitsch                       | sestřenice Lisa                  |
| Ronald Guttman                     | Antoine                          |
| Sarah Nicklin                      |                                  |
| Danielle Skraastad                 | nevěsta Suzanne                  |
| Michael Ziegfeld                   | taxikář Khaleel                  |
| Erin Fogel                         | Shari Rabinowitzová              |
| Bern Cohen                         | rabín                            |
| Laksh Singh                        | hinduistický kněz                |
| Anne Fletcher                      | neomalená zlodějka taxíku        |
| Peyton List (jako Peyton Roi List) | malá Jane                        |
| Charli Barcena                     | malá Tess                        |
| Jennifer Lim                       | prodavačka v obchodě pro nevěsty |
| Brigitte Bourdeau                  | prodavačka Olga                  |
| Marilyn L. Costello                | pastorka nevěsty Suzanne         |
| Yetta Gottesman                    | růžová družička                  |
| Bryan Radtke                       | doručovatel květin               |
| Lyralen Kaye                       | instruktorka jógy                |
| Ron Simons                         | kuchař na lodi                   |
| Alyssa Bresnahan                   | servírka při večeři              |
| Ellen H. Schwartz                  | servírka při večeři              |
| Jennifer Bassey                    | Janeina teta                     |
| Richard O'Rourke                   | Janeinin pastor                  |

### Nezmínění v titulcích
Následující herci nejsou zmínění v titulcích:
| Nick Albanese           | pekař                                               |
| Shaun Aponik            | host na židovské svatbě                             |
| Jessica Baade           | potápečská družička                                 |
| Alecia Batson           | potápečská nevěsta                                  |
| Eric Bruno Borgman      | svědek                                              |
| Kaitlyn Bouchard        | svatebčan                                           |
| Jackie Brown            | chodec                                              |
| Kevin Cannon            | Newyorčan                                           |
| Colin Carlton           | kancelářská pracovnice                              |
| Sean Collins            | otec nevěsty                                        |
| Desiree April Connolly  | svatebčan                                           |
| Michael Anthony Coppola | vrchní                                              |
| D.W. Cormier            | barman v Goth                                       |
| Kevin DeCoste           | malá hráčka                                         |
| Jeff DuJardin           | číšník                                              |
| Vincent J. Earnshaw     | mladík v baru Dive                                  |
| Elli                    | rabín                                               |
| Liz Eng                 | asijská nevěsta                                     |
| Jennifer Engle          | kancelářská pracovnice/svatebčanka                  |
| Brian D. Evans          | svatebčan                                           |
| Monica Farrington       | Mariella                                            |
| Steve Flynn             | svatebčan                                           |
| Les Gardonyi            | obchodník                                           |
| David J. Garfield       | dovozce limonády                                    |
| Alexa Gerasimovich      | prodavačka květin                                   |
| Barbara Guertin         | host na večeři v Rehearsal                          |
| Mark Hetherington       | svatebčan v Rehearsal                               |
| Steven Howitt           | toast master                                        |
| Dean H. Huh             | svatebčan na Janeině svatbě                         |
| Adesuwa Addy Iyare      | obchodnice                                          |
| Edmund J. Janas         | svatebčan na Janeině svatbě                         |
| Nick Jandl              | potápěčský svědek                                   |
| Rachel Knutton          | prodavačka/svatebčanka                              |
| Robert Masiello         | chodec                                              |
| Lynne Matthew           | prodavač v obchodě se zvířaty                       |
| Alex Milne              | dítě hrající baseball                               |
| Tony Moreira            | číšník/svatebčan                                    |
| Tarek Moussa            | svatebčan                                           |
| Sarah Nicklin           | servírka v Goth                                     |
| Stephen O'Neil Martin   | otec nevěsty                                        |
| Chris Palermo           | kytarista                                           |
| Joseph Petrucci         | patron klubu Goth                                   |
| Rebecca Raphaelson      | mladá družička Tary                                 |
| Christine Rodriguez     | družička                                            |
| James Ryen              | svatebčan                                           |
| Jennifer Shoup          | svatebčanka                                         |
| Stream                  | svatebčanka na svatbě v roce 1980/party girl v Goth |
| David Struffolino       | řidič                                               |
| Steph Van Vlack         | svatebčan                                           |
| Tacuma Vanterpool       | svatebčan                                           |
| Kathryn Weisbeck        | nevěsta Tara                                        |
| Lynn Witty              | prodavačka                                          |